# Catedral de Beauvais
A Catedral de Beauvais ou Catedral Inacabada (em francês: Cathédrale Saint-Pierre de Beauvais; em alemão: Kathedrale von Beauvais) é uma igreja localizada a 60 km a norte de Paris. E a 40 km da cidade de Amiens onde também estava sendo construída uma catedral. O projeto foi feito inicialmente em estilo românico, e passado posteriormente para estilo gótico. Nunca foi acabada devido aos altos gastos e um desabamento ocorrido na abóbada nervurada da nave central da catedral — o estilo gótico se tornara ultrapassado, já que no Renascimento estavam sendo construídas igrejas em outro estilo.

## História
O trabalho foi iniciado em 1225 na contagem do bispo Miles de Nanteuil, imediatamente após o terceiro de uma série de incêndios na antiga basílica de madeira coberta, que tinha reconstruído seu altar apenas três anos antes do incêndio, o coro foi concluído em 1272, em duas campanhas, com um intervalo (1232-1238) devido a uma crise financeira provocada por uma guerra travada por Luís IX. As duas campanhas são distinguíveis por uma ligeira mudança no eixo do trabalho, e por que Stephen Murray caracteriza como "mudanças no estilo de escrita". Segundo o bispo Guillaume de Grez, 4,9 metros extras foram adicionados à altura para torná-la a mais alta abóbada de uma catedral da Europa. A abóbada no interior do coro atinge 48 m de altura, ultrapassando de longe a construída simultaneamente na Catedral de Notre-Dame de Amiens, com seus 42 metros.
O trabalho foi interrompido em 1284 com o colapso de algumas das abóbadas do coro, que foram recentemente concluídas. Este colapso é muitas vezes visto como um desastre que produziu uma falta de coragem entre os pedreiros franceses que então trabalhavam em estilo gótico. Historiadores modernos têm reservas sobre este ponto de vista determinista. Stephen Murray observa que o colapso também "arrumadores na idade das estruturas menores associadas com o declínio demográfico, a Guerra dos Cem Anos, e do século XIII".

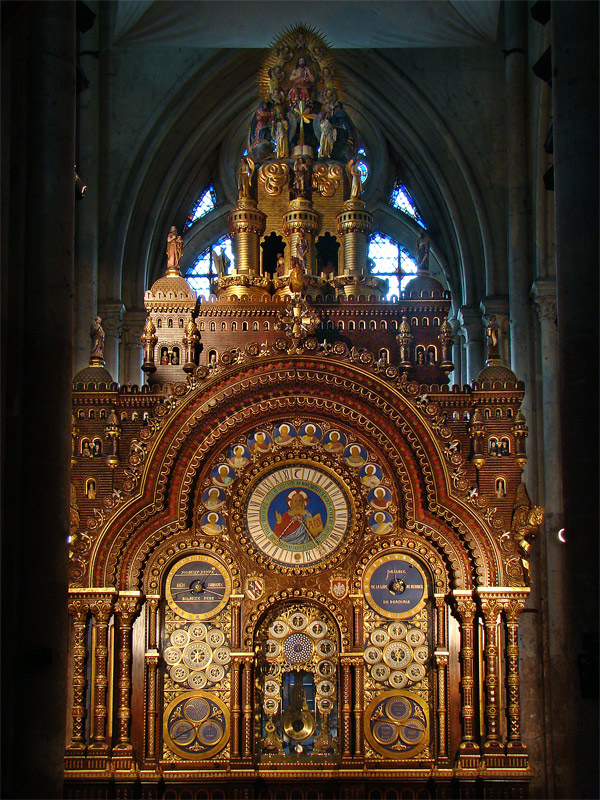
Relógio astronômico do século XIX.

No entanto, em grande escala o design gótico continuou, e o coro foi reconstruído na mesma altura, embora com mais colunas na cabeceira. O cruzeiro foi construído de 1500 a 1548. Em 1573, com a queda de uma demasiada torre de 153 metros, parou de funcionar novamente, após a qual ainda pouco foi feito. Esta teria sido a segunda igreja mais alta em estrutura do mundo, atualmente (após a igreja de São Olavo, Tallinn). O coro foi sempre calorosamente admirado: Eugène Viollet-le-Duc chamado o coro de Beauvais "o Partenon gótico francês".
Suas fachadas, principalmente no sul, exibem toda a riqueza do estilo gótico tardio. As portas de madeira esculpida do norte ao sul, os portais são obras, respectivamente, góticas e renascentistas. A igreja possui um relógio astronômico (1866) e tapeçarias dos séculos XV e XVII, mas seu chefe de tesouros artísticos são janelas de vidro manchadas dos séculos XIII, XIV e XVI, o mais bonito deles das mãos do artista renascentista Engrand Le Prince, um residente de Beauvais. Para ele, também deve-se alguns dos vitrais em St-Etienne, a segunda igreja da cidade, e um exemplo interessante da fase de transição entre os estilos românico e gótico. Durante a Idade Média, em 14 de janeiro, a Festa da Asses foi celebrada na Catedral de Beauvais, em comemoração da fuga para o Egito.

## Arquitetura
Destruída pelo fogo em 1180 e 1225, a catedral, antes no estilo românico, teve sua reconstrução iniciada em 1225. O primeiro mestre construtor trabalhou na catedral por 20 anos e nesse período, além de construir sólidas fundações para a catedral e erguer as paredes do deambulatório até o nível das naves internas, utilizou seu grande conhecimento de engenharia e de arte projetando a catedral com uma maior luminosidade devido ao incremento de distância entre pilares (chegando a 8.22 m longitudinalmente) e elevando a altura de suas abóbadas a 48 m, permitindo assim maior entrada de luminosidade na nave através de seus clerestórios iluminados (um desafio para a época, pois as paredes do clerestório foram substituídas por vitrais, estes sem resistência alguma).

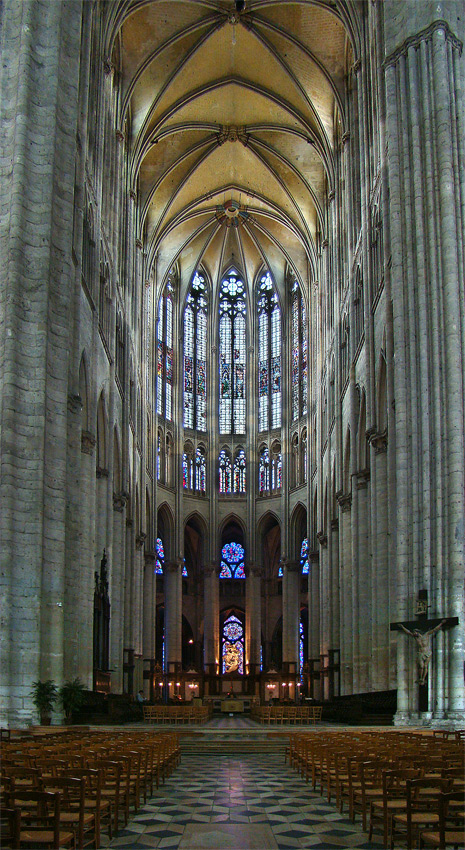
O coro.

Depois do trabalho de 5 anos do segundo mestre construtor (também desconhecido), a construção foi assumida por um terceiro mestre, o qual terminou a construção do coro e do deambulatório em 1272.
Porém, sem qualquer aviso prévio, em 1284 ocorreu a queda das abóbadas do coro, destruindo parcialmente a catedral e, junto com as abóbadas, caíram por terra as aspirações ao gigantismo da arquitetura gótica.
A causa da queda da estrutura é desconhecida até os dias de hoje, porém existem algumas hipóteses, dentre elas: a má qualidade da alvenaria do terceiro mestre construtor ou, como sugeriu Robert Mark, a ação do vento na lateral da estrutura da igreja causando sobrecarga e assim o colapso da estrutura.
A reconstrução do coro, no estilo gótico e considerado modelo de perfeição com vitrais de 18 m de altura, se deu entre 1322 e 1337, justamente quando o quarto mestre construtor (também desconhecido), atribuindo à elevada distância entre os pilares a queda da estrutura, decidiu construir pilares intermediários entre os pilares da nave (pilares com hachura cheia no esquema ao lado). Apesar de muitas críticas, a colocação desses pilares não interferiu na beleza interna da catedral, porém, estruturalmente transformou as abóbadas do coro, antes quadripartidas, em hexapartidas fazendo com que fossem necessários novos pilares externos, entre os arcobotantes.
A Guerra dos 100 anos e a ocupação inglesa interromperam o trabalho por 150 anos. Após esse período, em 1500, Martin Cambiges, o quinto mestre construtor, deu início à construção dos transeptos, os quais foram acabados em 1532, já sob comando do sexto mestre construtor, Jean Vast.
Com a catedral ainda inacabada, já que a nave ainda não havia sido construída, decidiu-se construir uma torre no cruzeiro. Após muita discussão sobre se a torre seria de madeira ou de pedra, em 1558 optou-se pela construção de uma torre de pedra, a qual foi iniciada em 1564 e terminada em 1569, atingindo uma altura de aproximadamente 151 m.
Dois anos depois, os pilares centrais do cruzeiro que suportavam os esforços da torre demonstravam sinais de desgaste devido à sobrecarga. Estes pilares começaram a pender no sentido da nave, que, por ainda não estar construída, não fornecia apoio para a torre neste lado. Foi então sugerida a imediata construção da nave buscando gerar esse apoio. A construção da nave teve seu início em 17 de abril de 1573; treze dias depois, a torre veio abaixo. Felizmente, neste momento os fiéis estavam em uma procissão fora da catedral, e, milagrosamente, nenhum perdeu a vida no acidente.
Desafiando, aparentemente, as leis da gravidade, a catedral apresenta, assim como as demais catedrais góticas um complexo esquema estrutural baseado em abóbadas de arcos pontiagudos e arcobotantes. Estes elementos estruturais possibilitaram que as paredes laterais da nave fossem mais altas e esbeltas, já que transferiam os esforços horizontais gerados pelo telhado, abóbadas e vento para contrafortes na periferia da igreja.